# Жарицький сільський округ (Жарминський район)
Жари́цький сільський округ (каз. Жарық ауылдық округі, рос. Жарыкский сельский округ) — адміністративна одиниця у складі Жарминського району Абайської області Казахстану. Адміністративний центр — село Жарик.
Населення — 716 осіб (2021; 1234 у 2009, 1860 у 1999, 2337 у 1989).
Станом на 1989 рік існувала Скотоводчеська сільська рада (села Воронцовка, Засімовка), села Акдингек та Малай перебували у складі Новоріченської сільської ради. Село Акдингек було ліквідовано 1998 року, село Кизилкайин — 2013 року.

## Склад
До складу округу входять такі населені пункти:
| Населений пункт  | Старі назви | Населення, осіб (1989) | Населення, осіб (1999) | Населення, осіб (2009) | Населення, осіб (2021) |
| ---------------- | ----------- | ---------------------- | ---------------------- | ---------------------- | ---------------------- |
| Акдингек, село   | -           | 128                    | -                      | -                      | -                      |
| Жарик, село      | Воронцовка  | 1598                   | 1353                   | 908                    | 585                    |
| Кизилкайин, село | Засімовка   | 162                    | 159                    | 81                     | -                      |
| Малай, село      | -           | 449                    | 348                    | 245                    | 131                    |